# Joselu
José Luis Sanmartín Mato (Stuttgart, 27 maart 1990), voetbalnaam Joselu, is een Spaans voetballer die doorgaans als centrale aanvaller speelt. Hij verruilde Real Madrid in de zomer van 2024 voor Al-Gharafa. Joselu debuteerde in 2023 in het Spaans voetbalelftal.

## Clubcarrière

### Celta de Vigo
Joselu werd geboren in Stuttgart. Hij ging er vier jaar naar school, waarna zijn familie terugkeerde naar Spanje. Hij heeft twee oudere zussen. Joselu speelde met Celta B in de Segunda División B, de derde hoogste Spaanse voetbalcompetitie. Voor dat team speelde hij 21 wedstrijden en scoorde hij driemaal. Op het einde van het seizoen 2008-2009 mocht hij tweemaal meedoen met het eerste elftal. Later in 2009 legde Real Madrid de jonge Joselu vast. Real leende hem tot het einde van het seizoen terug uit aan Celta.

### Real Madrid Castilla
Joselu werd samen met Álvaro Morata topscorer in het seizoen 2010-2011 bij Real Madrid Castilla, maar het team slaagde er niet in om de play-offs te bereiken. Op 21 mei 2011 maakte hij zijn debuut voor het eerste elftal tegen UD Almería. Tien minuten voor het eindsignaal verving hij Karim Benzema. Hij scoorde op aangeven van Cristiano Ronaldo. Real won met 8-1. Op 20 december 2011, in zijn tweede officiële duel voor de hoofdmacht, verving Joselu in de 77e minuut Karim Benzema in het Copa del Rey duel tegen SD Ponferradina. Real won met 5-1 en Joselu scoorde de 4-1.
In zijn tweede seizoen bij Real Madrid Castilla was hij een van de dragende spelers. Hij scoorde negentien doelpunten in het reguliere seizoen en zeven doelpunten in de playoffs. Met dat totaal van 26 doelpunten werd hij topschutter van de competitie. Castilla promoveerde voor het eerst in vijf jaar naar de Segunda División A. Joselu werd begeerd door vele Europese clubs. In totaal speelde hij 94 wedstrijden voor het tweede team van Real Madrid (43 goals), en slechts twee voor het eerste elftal.

### 1899 Hoffenheim
Op 8 augustus 2012 tekende Joselu een contract voor vier jaar bij TSG 1899 Hoffenheim, dat zes miljoen euro voor hem neerlegde. Hier maakte hij op 16 september tegen SC Freiburg zijn debuut. Later die maand scoorde hij tegen VfB Stuttgart zijn eerste doelpunt. Op 19 oktober scoorde hij tweemaal tegen Greuther Fürth. Hij scoorde vijf keer in 25 competitiewedstrijden in zijn eerste seizoen buiten Spanje. Toch was hij geen onbetwist basisspeler. 

### Eintracht Frankfurt
Hoffenheim verhuurde hem daarom gedurende het seizoen 2013/2014 aan Eintracht Frankfurt, waar hij op 4 augustus in de beker tegen FV Illertissen met een doelpunt zijn debuut maakte voor Eintracht. Op 3 oktober maakte hij tegen APOEL Nicosia zijn debuut in de Europa League. Op 23 november scoorde hij tegen FC Schalke 04 zijn eerste twee Bundesligadoelpunten voor Eintracht. Joselu scoorde op 4 december in de achtste finale van de DFB-Pokal tegen SV Sandhausen een hattrick. In de tussenronde van de Europa League tegen FC Porto scoorde Joselu zijn eerste internationale doelpunt. Op 23 maart 2014 was hij tegen 1. FC Nürnberg (5-2 winst) goed voor twee goals en een assist. Hij was goed voor veertien goals en drie assists bij Eintracht en keerde daarna terug bij Hoffenheim.

### Hannover 96
Dat verkocht hem in juni 2014 voor vijf miljoen euro aan Hannover 96. Hier tekende hij in juni 2014 een vierjarig contract. In zijn debuut in de beker tegen FCA Walldorf scoorde hij tweemaal, terwijl hij een week later in zijn competitiedoelpunt tegen Schalke 04 ook scoorde. Van eind november tot eind december scoorde hij in vijf opeenvolgende Bundesligawedstrijden. Hij kwam tot tien goals en vier assists in alle competities.

### Stoke City
Na drie jaar in Duitsland tekende Joselu in juni 2015 een contract tot medio 2019 bij Stoke City, de nummer negen van de Premier League in het voorgaande seizoen. De Engelse club betaalde €8.000.000,- voor hem aan Hannover 96. Op 15 augustus maakte hij tegen Tottenham Hotspur zijn debuut. Op 28 december scoorde hij tegen Everton zijn eerste doelpunt voor Stoke, waarvoor hij vier keer scoorde in zijn eerste seizoen.
Hij werd daarna voor een jaar verhuurd aan Deportivo de La Coruña, waarvoor hij tijdens zijn debuut tegen Athletic Club op 11 september binnen een halfuur uitviel met een knieblessure. Na drie maanden blessureleed maakte hij begin december zijn rentree en in zijn tweede wedstrijd terug scoorde hij tweemaal in een 3-2 nederlaag tegen zijn voormalige werkgever Real Madrid. In alle competities was hij goed voor zes goals. Hij keerde vervolgens terug bij Stoke.

### Newcastle United
Op 16 augustus 2017 trok Joselu voor een bedrag van 5 miljoen pond naar Newcastle United, dat hem voor drie seizoenen vastlegde. Hij maakte vier dagen later tegen Huddersfield Town als invaller zijn debuut. Op 25 augustus scoorde hij in een 3-0 overwinning op West Ham United zijn eerste doelpunt voor Newcastle. Ook bij Newcastle wilde het niet vlotten voor Joselu. Hij scoorde zeven keer en gaf twee assists in 52 wedstrijden.

### Deportivo Alavés
Op 15 juli tekende Joselu voor drie seizoenen bij Deportivo Alavés dat hem voor iets meer dan 2 miljoen euro overnam van Newcastle. Tijdens zijn debuut tegen Levante UD op 18 augustus scoorde hij de enige goal van de wedstrijd. Op 24 november scoorde hij tegen SD Eibar beide goals in een 2-0 overwinning. Hij scoorde elf competitiegoals in zijn eerste seizoen, zijn hoogste aantal op het hoogste niveau tot dan toe, en de eerste keer sinds het seizoen 2014/15 dat hij in alle competities tien keer of meer scoorde. Bij Alavés was hij drie seizoenen lang een uiterst betrouwbare spits. Hij scoorde elf en veertien goals de seizoenen erna, maar kon niet voorkomen dat Alavés in het seizoen 2021/22 degradeerde uit de Primera División. In totaal speelde Joselu 113 wedstrijden voor Alavés, meer dan voor elke andere club. Hierin kwam hij tot 36 goals en elf assists.

### Espanyol
Joselu bleef behouden voor de Primera Division en werd transfervrij overgenomen door RCD Espanyol, waar hij op 13 augustus voor debuteerde tegen zijn eerste club Celta de Vigo. Hij scoorde meteen zijn eerste goal in een 2-2 gelijkspel. Hij overtrof zijn beste seizoen (op het hoogste niveau) en scoorde zeventien keer voor Espanyol in competitie en beker. Opnieuw was het niet genoeg om zijn team te behoeden voor degradatie, Espanyol eindigde als negentiende. Hij ontving wel de Zarra Trophy, de prijs voor Spaanse speler met de meeste goals in de Spaanse competitie dat seizoen. 

### Real Madrid
Op 19 juni 2023 keerde Joselu op huurbasis na elf jaar terug bij Real Madrid, met een optie tot koop aan het einde van het seizoen. Op 12 augustus maakte hij als invaller tegen Athletic Bilbao zijn rentree. Tussen begin september en begin oktober was Joselu goed voor vijf goals in zes competitiewedstrijden. Ook maakte hij in die periode zijn debuut in de Champions League. Op 29 november scoorde hij tegen Napoli (4-2 winst) zijn eerste doelpunt in die competitie. In de laatste groepswedstrijd tegen Union Berlin draaide hij een 1-0 achterstand om in een 2-1 voorsprong met twee goals, om uiteindelijk met 2-3 te winnen.
Op 14 januari 2024 won hij zijn eerste clubprijs uit zijn carrière door de Supercopa de España te winnen van FC Barcelona. Op 8 mei speelde Real de halve finale van de Champions League tegen Bayern München, dat bij de invalbeurt van Joselu in de 81'ste minuut met 1-0 voorstond. Door twee goals van Joselu binnen drie minuten, won Real echter alsnog binnen negentig minuten, nadat de heenwedstrijd met 2-2 gelijkgespeeld werd. Op 1 juni 2024 viel hij in tijdens de finale van de CL, waarin Borussia Dortmund met 2-0 verslagen werd. Het was zijn 49'ste wedstrijd van het seizoen, waarin hij goed was voor zeventien goals en drie assists. Alleen Vinícius Júnior en Jude Bellingham scoorde meer goals voor Real dat seizoen. Hij werd op 1 juli voor 1,5 miljoen definitief overgenomen van Espanyol, maar een dag later verkocht. 

### Al-Gharafa
Op 2 juli werd Joselu voor 1,5 miljoen euro overgenomen van Al-Gharafa. 

## Club Totaal
| Seizoen     | Club                  | Competitie         | Competitie | Competitie | Competitie | Beker | Beker | Beker | Internationaal | Internationaal | Internationaal | Totaal | Totaal | Totaal |
| Seizoen     | Club                  | Competitie         | Wed.       | Dlp.       | Ass.       | Wed.  | Dlp.  | Ass.  | Wed.           | Dlp.           | Ass.           | Wed.   | Dlp.   | Ass.   |
| ----------- | --------------------- | ------------------ | ---------- | ---------- | ---------- | ----- | ----- | ----- | -------------- | -------------- | -------------- | ------ | ------ | ------ |
| 2008/09     | Celta de Vigo B       | Segunda División B | 21         | 3          | 0          | —     | —     | —     | —              | —              | —              | 21     | 3      | 0      |
| Club Totaal | Club Totaal           | Club Totaal        | 21         | 3          | 0          | 0     | 0     | 0     | 0              | 0              | 0              | 21     | 3      | 0      |
| 2008/09     | Celta de Vigo         | La Liga 2          | 2          | 0          | 0          | 0     | 0     | 0     | —              | —              | —              | 2      | 0      | 0      |
| 2009/10     | Celta de Vigo         | La Liga 2          | 24         | 4          | 0          | 4     | 0     | 0     | —              | —              | —              | 28     | 4      | 0      |
| Club Totaal | Club Totaal           | Club Totaal        | 26         | 4          | 0          | 4     | 0     | 0     | 0              | 0              | 0              | 30     | 4      | 0      |
| 2010/11     | Real Madrid Castilla  | Segunda División B | 36         | 14         | 4          | —     | —     | —     | —              | —              | —              | 36     | 14     | 4      |
| 2011/12     | Real Madrid Castilla  | Segunda División B | 37         | 26         | 4          | —     | —     | —     | —              | —              | —              | 37     | 26     | 4      |
| Club Totaal | Club Totaal           | Club Totaal        | 73         | 40         | 8          | 0     | 0     | 0     | 0              | 0              | 0              | 73     | 40     | 8      |
| 2010/11     | Real Madrid           | La Liga            | 1          | 1          | 0          | 0     | 0     | 0     | —              | —              | —              | 1      | 1      | 0      |
| 2011/12     | Real Madrid           | La Liga            | 0          | 0          | 0          | 1     | 1     | 0     | —              | —              | —              | 1      | 1      | 0      |
| Club Totaal | Club Totaal           | Club Totaal        | 1          | 1          | 0          | 1     | 1     | 0     | 0              | 0              | 0              | 2      | 2      | 0      |
| 2012/13     | TSG 1899 Hoffenheim   | Bundesliga         | 25         | 5          | 2          | 0     | 0     | 0     | —              | —              | —              | 25     | 5      | 2      |
| Club Totaal | Club Totaal           | Club Totaal        | 25         | 5          | 2          | 0     | 0     | 0     | 0              | 0              | 0              | 25     | 5      | 2      |
| 2013/14     | → Eintracht Frankfurt | Bundesliga         | 24         | 9          | 2          | 2     | 4     | 0     | 7              | 1              | 1              | 33     | 14     | 3      |
| Club Totaal | Club Totaal           | Club Totaal        | 24         | 9          | 2          | 2     | 4     | 0     | 7              | 1              | 1              | 33     | 14     | 3      |
| 2014/15     | Hannover 96           | Bundesliga         | 30         | 8          | 4          | 2     | 2     | 0     | —              | —              | —              | 32     | 10     | 4      |
| Club Totaal | Club Totaal           | Club Totaal        | 30         | 8          | 4          | 2     | 2     | 0     | 0              | 0              | 0              | 32     | 10     | 4      |
| 2015/16     | Stoke City            | Premier League     | 22         | 4          | 1          | 5     | 0     | 2     | —              | —              | —              | 27     | 4      | 3      |
| Club Totaal | Club Totaal           | Club Totaal        | 22         | 4          | 1          | 5     | 0     | 2     | 0              | 0              | 0              | 27     | 4      | 3      |
| 2016/17     | → Deportivo La Coruña | La Liga            | 20         | 5          | 1          | 4     | 1     | 0     | —              | —              | —              | 24     | 6      | 1      |
| Club Totaal | Club Totaal           | Club Totaal        | 20         | 5          | 1          | 4     | 1     | 0     | 0              | 0              | 0              | 24     | 6      | 1      |
| 2017/18     | Newcastle United      | Premier League     | 30         | 4          | 1          | 2     | 0     | 0     | —              | —              | —              | 32     | 4      | 1      |
| 2018/19     | Newcastle United      | Premier League     | 16         | 2          | 0          | 4     | 1     | 1     | —              | —              | —              | 20     | 3      | 1      |
| Club Totaal | Club Totaal           | Club Totaal        | 46         | 6          | 1          | 6     | 1     | 1     | 0              | 0              | 0              | 52     | 7      | 2      |
| 2019/20     | Deportivo Alavés      | La Liga            | 36         | 11         | 3          | 1     | 0     | 0     | —              | —              | —              | 37     | 11     | 3      |
| 2020/21     | Deportivo Alavés      | La Liga            | 37         | 11         | 3          | 1     | 0     | 0     | —              | —              | —              | 38     | 11     | 3      |
| 2021/22     | Deportivo Alavés      | La Liga            | 37         | 14         | 5          | 1     | 0     | 0     | —              | —              | —              | 38     | 14     | 5      |
| Club Totaal | Club Totaal           | Club Totaal        | 110        | 36         | 11         | 3     | 0     | 0     | 0              | 0              | 0              | 113    | 36     | 11     |
| 2022/23     | RCD Espanyol          | La Liga            | 34         | 16         | 2          | 4     | 1     | 1     | —              | —              | —              | 38     | 17     | 3      |
| Club Totaal | Club Totaal           | Club Totaal        | 34         | 16         | 2          | 4     | 1     | 1     | 0              | 0              | 0              | 38     | 17     | 3      |
| 2023/24     | → Real Madrid         | La Liga            | 34         | 10         | 2          | 4     | 2     | 1     | 11             | 5              | 0              | 49     | 17     | 3      |
| Club Totaal | Club Totaal           | Club Totaal        | 35         | 11         | 2          | 5     | 3     | 1     | 11             | 5              | 0              | 51     | 19     | 3      |
| 2024/25     | Al-Gharafa            | Stars League       | 21         | 10         | 3          | 1     | 0     | 0     | 9              | 4              | 0              | 31     | 14     | 3      |
| Club Totaal | Club Totaal           | Club Totaal        | 21         | 10         | 3          | 1     | 0     | 0     | 9              | 4              | 0              | 31     | 14     | 3      |
| Totaal      | Totaal                | Totaal             | 487        | 157        | 37         | 36    | 12    | 5     | 27             | 10             | 1              | 550    | 179    | 43     |

## Interlandcarrière
Van 2008 tot 2010 kwam Joselu uit voor verschillende jeugdelftallen van Spanje. Dertien jaar, op 17 maart 2023, ontving Joselu zijn eerste oproep voor het Spaanse nationale team voor de EK-kwalificatiewedstrijden tegen Noorwegen en Schotland. Hij kwam op 25 maart 2023 tegen Noorwegen als invaller binnen de lijnen, wat hem de oudste debutant van Spanje sinds september 2006 maakte, en scoorde tweemaal in twee minuten om Spanje te helpen een 3–0 overwinning te behalen. Hij speelde op 18 juni 2023 in de finale van de Nations League 2022/23, die door Spanje op strafschoppen werd gewonnen van Kroatië. 
Hij werd op 7 juni 2024 door bondscoach Luis de la Fuente opgenomen in de Spaanse selectie voor het EK 2024 in Duitsland. Hij speelde twee wedstrijden op dat toernooi en werd Europees kampioen door in de finale te winnen van Engeland.
| Interlands van Joselu voor Spanje | Interlands van Joselu voor Spanje | Interlands van Joselu voor Spanje | Interlands van Joselu voor Spanje | Interlands van Joselu voor Spanje | Interlands van Joselu voor Spanje |
| №                                 | Datum                             | Wedstrijd                         | Uitslag                           | Competitie                        | Goals                             |
| Als speler bij Athletic de Bilbao | Als speler bij Athletic de Bilbao | Als speler bij Athletic de Bilbao | Als speler bij Athletic de Bilbao | Als speler bij Athletic de Bilbao | Als speler bij Athletic de Bilbao |
| --------------------------------- | --------------------------------- | --------------------------------- | --------------------------------- | --------------------------------- | --------------------------------- |
| 1.                                | 25 maart 2023                     | Spanje – Noorwegen                | 3 – 0                             | Kwalificatie EK 2024              | 84', 85'                          |
| 2.                                | 28 maart 2023                     | Schotland – Spanje                | 2 – 0                             | Kwalificatie EK 2024              |                                   |
| 3.                                | 15 juni 2023                      | Spanje – Italië                   | 1 – 0                             | Nations League 2022/23            | 88'                               |
| 4.                                | 18 juni 2023                      | Kroatië – Spanje                  | 0 – 0 (4 – 5 n.s.)                | Nations League 2022/23            |                                   |
| 5.                                | 8 september 2023                  | Georgië – Spanje                  | 1 – 7                             | Kwalificatie EK 2024              |                                   |
| 6.                                | 12 september 2023                 | Spanje – Cyprus                   | 6 – 0                             | Kwalificatie EK 2024              | 70'                               |
| 7.                                | 12 oktober 2023                   | Spanje – Schotland                | 0 – 2                             | Kwalificatie EK 2024              |                                   |
| 8.                                | 15 oktober 2023                   | Noorwegen – Spanje                | 0 – 1                             | Kwalificatie EK 2024              |                                   |
| 9.                                | 16 november 2023                  | Cyprus – Spanje                   | 1 – 3                             | Kwalificatie EK 2024              | 28'                               |
| 10.                               | 22 maart 2024                     | Colombia – Spanje                 | 1 – 0                             | Vriendschappelijk                 |                                   |
| 11.                               | 8 juni 2024                       | Spanje – Noord-Ierland            | 5 – 1                             | Vriendschappelijk                 |                                   |
| 12.                               | 24 juni 2024                      | Albanië – Spanje                  | 0 – 1                             | EK 2024                           |                                   |
| 13.                               | 5 juli 2024                       | Spanje – Duitland                 | 2 – 1                             | EK 2024                           |                                   |

Bijgewerkt op 9 juli 2024.

## Erelijst
Real Madrid
- La Liga: 2023–24[5]
- Supercopa de España: 2024[6]
- UEFA Champions League: 2023–24[7]

Spanje
- UEFA Nations League: 2022–23[8]
- Europees kampioenschap: 2024

Individueel
- Zarra Trophy: 2022–23[9]

1 Raya ·
2 Carvajal ·
3 Le Normand ·
4 Nacho ·
5 Vivian ·
6 Merino ·
7 Morata  ·
8 Ruiz ·
9 Joselu ·
10 Olmo ·
11 Torres ·
12 Grimaldo ·
13 Remiro ·
14 Laporte ·
15 Baena ·
16 Rodri ·
17 Williams ·
18 Zubimendi ·
19 Yamal ·
20 Pedri ·
21 Oyarzabal ·
22 Navas ·
23 Simón ·
24 Cucurella ·
25 López ·
26 Pérez ·
Coach: De la Fuente